# 布魯姆龍獸屬
布魯姆龍獸屬（學名：Broomisaurus）是已滅絕合弓綱的一屬，屬於獸孔目的麗齒獸亞目，化石發現於南非卡魯盆地的貘頭獸組合帶（Tapinocephalus assemblage zone），地質年代為二疊紀晚期的吳家坪階。布魯姆龍獸是在1920年被敘述、命名。屬名意為「布魯姆蜥蜴」，是以古生物學家羅伯特·布魯姆（Robert Broom）為名。目前只一個種，模式種B. planiceps。由於化石過於稀少，缺乏可鑑定特徵，目前的狀態是疑名。